# Ostracodermi
Ostracodermi of ostracodermen (van Oudgrieks ὄστρακον (ostrakon) = schelp; δέρμα (derma) = huid) zijn een parafyletische groep van uitgestorven primitieve kaakloze vissen (Agnatha) uit het Paleozoïcum. Groepen die tot de ostracodermen gerekend worden hebben gemeen dat ze bedekt waren met een pantser van benen platen. Fossielen van deze dieren zijn gevonden in Europa en Noord-Amerika. De subklasse Ostracodermi is geplaatst in de divisie Agnatha samen met de bestaande subklasse Cyclostomata, die prikken en slijmprikken omvat. Ostracodermen bestonden in twee hoofdgroepen, de meer primitieve heterostraca en de cephalaspida. De cephalaspida waren geavanceerder dan de heterostraca, omdat ze laterale stabilisatoren hadden voor meer controle over hun zwemmen. Na het verschijnen van kaakvissen (placodermen, acanthoden, haaien, enz.) ongeveer 420 miljoen jaar geleden, ondergingen de meeste ostracoderme soorten een achteruitgang en de laatste ostracodermen stierven uit aan het einde van het Devoon. Meer recent onderzoek geeft echter aan dat vissen met kaken veel minder te maken hadden met het uitsterven van de ostracodermen dan eerder werd aangenomen, aangezien ze gedurende ongeveer 30 miljoen jaar naast elkaar hebben bestaan zonder merkbare achteruitgang. 
Nadat rond 400 miljoen jaar geleden de eerste kaakvissen verschenen namen de Ostracodermi sterk af in aantal. De laatste verdwenen tijdens de Laat-Devonische extinctie (rond 360 miljoen jaar geleden).

## Kenmerken
Ostracodermen zijn meestal niet langer dan 30 cm. Ostracodermen hebben koppen bedekt met een benig schild. Ze behoren tot de vroegste wezens met benige koppen. De microscopisch kleine lagen van dat schild lijken voor evolutionaire biologen alsof ze zijn samengesteld uit kleine tandachtige structuren, die aan elkaar zijn versmolten. Tanden zijn oorspronkelijk ontstaan om te bijten (zie Conodonten). Later werd een versie van tanden op een nieuwe manier gebruikt ter bescherming. Lange tijd werd aangenomen dat pteraspidomorfen en thelodonten de enige ostracodermen waren met gepaarde neusgaten, terwijl de andere groepen slechts één enkel middenneusgat hebben. Maar sindsdien is gebleken dat zelfs als galeaspiden slechts één externe opening hebben, deze twee interne neusorganen heeft.

## Leefwijze
Ostracodermi waren waarschijnlijk langzame, op de bodem levende vissen. Het zijn de oudst bekende vissen waarbij de kieuwen uitsluitend voor ademhaling dienden - eerdere gewervelden gebruikten hun kieuwen ook om voedsel uit het water te filteren. Voor voedsel hadden ze twee uitwendige farynxes, die als zakken aan de zijkant van de kop hingen, zonder beschermende afdekking. Spieren in de farynxes zorgden voor stroming, waarmee kleine prooien naar binnen gezogen werden.

## Classificatie
De Zwitserse anatoom Louis Agassiz ontving in de jaren 1830 enkele fossielen van benige pantservissen uit Schotland. Hij vond het moeilijk om ze te classificeren omdat ze op geen enkel levend wezen leken. Hij vergeleek ze eerst met bestaande gepantserde vissen zoals meervallen en steuren, maar toen hij zich realiseerde dat ze geen beweegbare kaken hadden, classificeerde hij ze in 1844 als de nieuwe groep ostracodermen, dat 'schildhuid' betekent (van het Grieks ὄστρακον óstrakon + δέρμα dérma).
Omdat de klasse Ostracodermi parafyletisch is (dat wil zeggen dat de verschillende taxa binnen de groep niet direct evolutionair verwant zijn) wordt ze in moderne indelingen meestal niet opgenomen. Enkele groepen die tot de Ostracodermi gerekend worden zijn:
- Pteraspidomorphi
- Thelodonti
- Anaspida
- Galeaspida
- Pituriaspida
- Osteostraci
- Euconodonta
- Eriptychiida